# Активний будинок

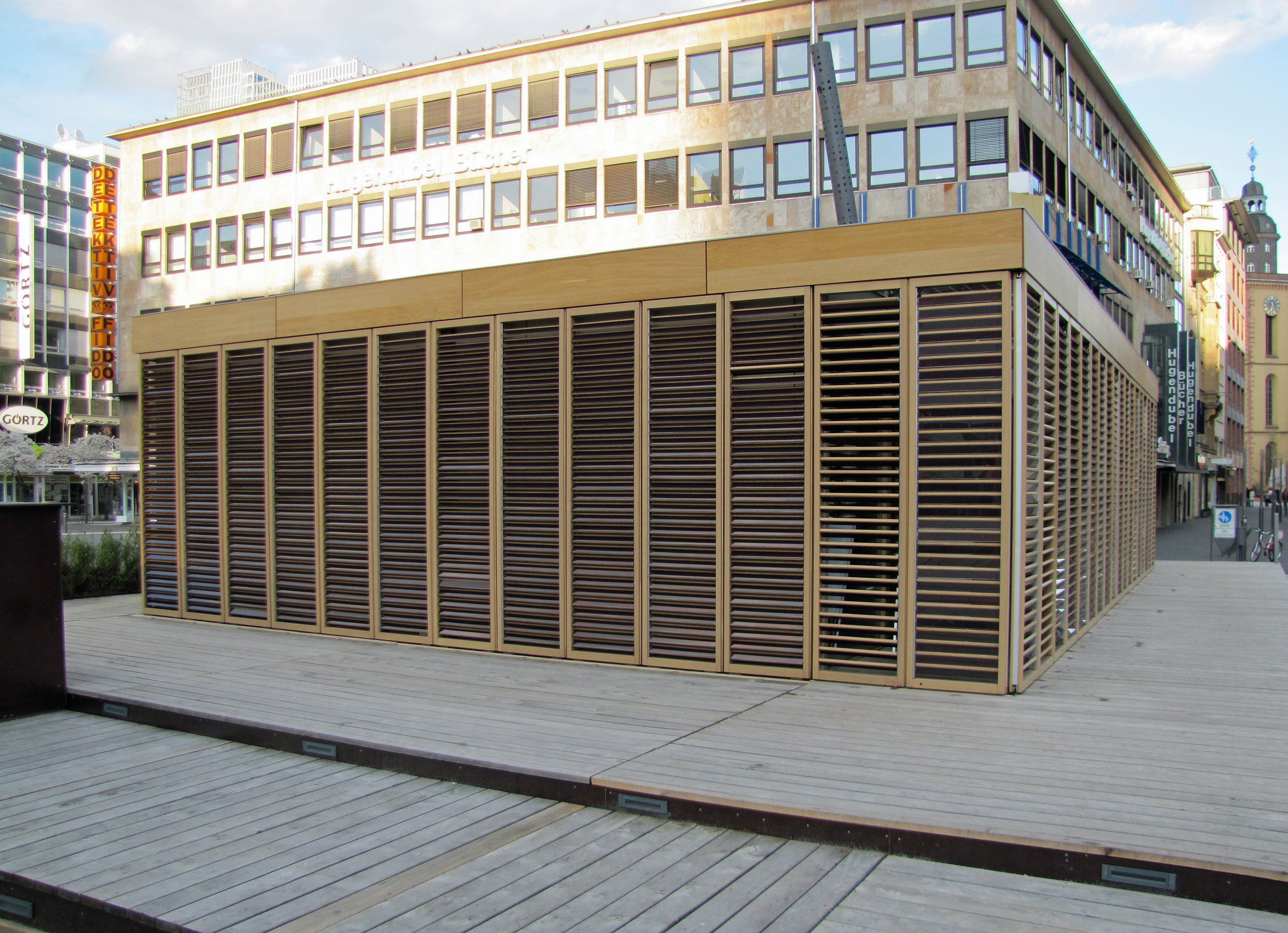
Будинок за стандартом «енергія плюс» в Німеччині

Акти́вний буди́нок (англ. active house, energy plus house), також будинок з позитивним енергобалансом, будинок за стандартом «енергія плюс» — будівля, яка виробляє енергії для власних потреб більш, ніж в достатній кількості. Загальний річний обсяг енергоспоживання є позитивним на відміну від будинку з низьким енергоспоживанням.
Базовим параметром Активного будинку є об'єднання рішень, розроблених інститутом пасивного будинку (Німеччина), і технологій «розумного будинку». Завдяки цьому, вдається створити будинок, який не тільки витрачає мало енергії, але ще і грамотно розпоряджається тією незначною енергією, яку змушений споживати.
Другим важливим аспектом є створення сприятливого мікроклімату в приміщеннях — правильна вентиляція, підтримка температурного режиму та ін.
Активний будинок — це будинок, здатний забезпечити енергією і теплом не тільки себе, але і гостьовий будинок, лазню і нагріти басейн.
Перший в світі активний будинок побудований у Данії, і він, крім того, що споживає мало енергії, як Пасивний будинок, так ще й виробляє її стільки, що може віддавати її в центральну мережу, за що в більшості країн можна отримувати гроші. Таким чином, будинок стає джерелом доходу, а не витрат. Наприклад, в Данії розробники стверджують що будинок окупить себе за 30 років.

## Використовувані технології
- Природна енергія
- Теплоізоляція
- Сучасні вікна
- Сучасні системи вентиляції
- Системи рекуперації тепла

## Ресурси Інтернету
- Портал по активних домівках Данія [Архівовано 1 листопада 2020 у Wayback Machine.]
- Перший Активний Будинок в Росії
- Інститут Пасивного будинку (Німеччина) [Архівовано 10 травня 2022 у Wayback Machine.]
- Розумний будинок — Toyota Dream House Комп'юлента